# خاک چغل
خاک چغل (به لاتین: Khak-e Cheghel) یک منطقهٔ مسکونی در افغانستان است که در ولایت بامیان واقع شده‌است.